# Laufabzeichen
Durch die Landesverbände des Deutschen Leichtathletik-Verbandes werden Lauf-, Walking- und Nordic-Walkingabzeichen in verschiedenen Stufen verliehen. Die als Stoffabzeichen und Anstecknadel erhältlichen, runden Abzeichen zeigen ein L, W oder ein NW vor unterschiedlich gefärbtem Hintergrund.

## Verleihrichtlinien
Laufabzeichen
Für die Stufen 1 bis 5 gilt: Laufen ohne Pause, Tempo beliebig
- Stufe 1: 15 min Dauerlauf
- Stufe 2: 30 min Dauerlauf
- Stufe 3: 60 min Dauerlauf
- Stufe 4: 90 min Dauerlauf
- Stufe 5: 120 min Dauerlauf
- Marathonlauf: erfolgreiche Teilnahme an einem Marathonlauf

Laufabzeichen 15 min
Laufabzeichen 30 min
Laufabzeichen 60 min
Laufabzeichen 90 min
Laufabzeichen 120 min
Laufabzeichen Marathonlauf

Walkingabzeichen
Bewegung ohne Pause, Tempo beliebig
- Stufe 1: 30 min Walken
- Stufe 2: 60 min Walken
- Stufe 3: 120 min Walken

Walkingabzeichen Stufe 1
Walkingabzeichen Stufe 2
Walkingabzeichen Stufe 3

Nordic-Walkingabzeichen
Bewegung ohne Pause, Tempo beliebig
- Stufe 1: 30 Minuten ohne Pause
- Stufe 2: 60 Minuten ohne Pause
- Stufe 3: 120 Minuten ohne Pause

Nordic-Walkingabzeichen Stufe 1
Nordic-Walkingabzeichen Stufe 2
Nordic-Walkingabzeichen Stufe 3

Für eine bestimmte Anzahl an bei Volksläufen zurückgelegten Kilometern (zwischen 250 und 10.000) konnte das DLV-Kilometerabzeichen verliehen werden. Das DLV-Volkslaufabzeichen für die Teilnahme an einer bestimmten Anzahl an Volksläufen innerhalb eines Jahres wurde 1999 abgeschafft.

## Abnahmeberechtigung
Abnahmeberechtigt sind:
- Lauf-Treff-Leiter
- Übungsleiter und Trainer
- Sportabzeichenprüfer
- Lehrer aller Schularten, die Sportunterricht erteilen

## Anerkennung für das Deutsche Sportabzeichen (DSA)
Seit dem Jahr 2013 wird die Erfüllung der Bedingungen für das Laufabzeichen sowie für das Walking- und das Nordic-Walkingabzeichen teilweise für das DSA anerkannt:
Von 2013 bis 2016 zählten das Laufabzeichen der Stufen 3, 4 und 5 sowie Stufe Marathon zum Deutschen Sportabzeichen; ebenso die Walking- und Nordic-Walkingabzeichen der Stufe 3.
Seit 2017 zählen hier nur noch das Laufabzeichen der Stufen 4, 5 und Marathon sowie das Walking- und Nordic-Walkingabzeichen der Stufe 3.
Durch Vorlage des Ausweises über das Lauf-, das Walking- oder das Nordic-Walkingabzeichen gilt im Jahr der Ausstellung die Prüfung in der Disziplingruppe Ausdauer des DSA auf der Leistungsstufe Gold als erfüllt.